# Canthigaster tyleri
Canthigaster tyleri és una espècie de peix de la família dels tetraodòntids i de l'ordre dels tetraodontiformes.

## Morfologia
- Els mascles poden assolir 9 cm de longitud total.[4][5]

## Alimentació
Menja algues, esponges de mar i invertebrats.

## Hàbitat
És un peix marí, de clima tropical i associat als esculls de corall que viu entre 1-40 m de fondària.

## Distribució geogràfica
Es troba a l'Índic: Maurici, Comores, Maldives i Seychelles.

## Observacions
És inofensiu per als humans.